# Thipthanet Sripha
Thipthanet Sripha (* 1999) ist ein thailändischer Sprinter, der sich auf den 400-Meter-Lauf spezialisiert.

## Sportliche Laufbahn
Erste internationale Erfahrungen sammelte Thipthanet Sripha bei den Juniorenasienmeisterschaften 2018 in Gifu, bei denen er über 400 Meter mit 49,35 s in der ersten Runde ausschied und mit der thailändischen 4-mal-400-Meter-Staffel in 3:09,20 min die Silbermedaille gewann. Im Jahr darauf nahm er mit der Staffel an der Sommer-Universiade in Neapel teil und belegte dort in 3:07,00 min den sechsten Platz. Anfang Dezember gewann er mit der Staffel bei den Südostasienspielen in Capas in 3:08,20 min die Silbermedaille hinter dem Team aus Vietnam.

## Persönliche Bestleistungen
- 400 Meter: 47,62 s, 1. September 2019 in Bangkok